# Григалашвили, Тато
Тато Григалашвили (груз. ტატო გრიგალაშვილი; род. 1 декабря 1999, Гори) — грузинский дзюдоист, серебряный призёр летних Олимпийских игр 2024 года, трёхкратный чемпион мира 2022, 2023 и 2024 годов, трёхкратный чемпион Европы, призёр чемпионатов мира 2021 и 2025 годов и летней Универсиады 2019 года.

## Биография
Родился в 1999 году в Грузии. С 2018 года выступает в полусреднем весе в весовой категории до 81 килограмма. С 2020 года выступает в мужской сборной по дзюдо в полусреднем весе до 81 кг.
В сентябре 2018 года он занял второе место на юниорском чемпионате Европы. В 2019 году стал бронзовым призером летней Универсиады в Неаполе. В сентябре 2019 года он выиграл юношеский чемпионат Европы, а через месяц завоевал бронзу юниорского чемпионата мира.
В 2020 году стал победителем турнира Большого шлема в Дюссельдорфе, победив россиянина Хасана Халмурзаева. В ноябре 2020 года Григалашвили завоевал чемпионский титул на чемпионате Европы до 23 лет.
В 2020 году на чемпионате Европы в ноябре в чешской столице, Тато в 21 год смог стать чемпионом континента. В финале он поборол спортсмена из Болгарии Ивайло Иванова.
На предолимпийском чемпионате мира 2021 года, который проходил в Будапеште в Венгрии, Тато завоевал серебряную медаль в весовой категории до 81 кг, уступив в финале бельгийскому спортсмену Маттиасу Кассе.
На чемпионате мира 2023 года, который состоялся в Дохе, грузинский спортсмен завоевал чемпионский титул. В финале он сумел победить Маттиаса Кассе.
Весной 2024 года на предолимпийском чемпионате мира, который состоялся в Объединённых Арабских Эмиратах, Тато завоевал третью золотую медаль чемпионатов мира. В финале он победил соперника из России Тимура Арбузова.
На летних Олимпийских играх 2024 года в Париже Тато был фаворитом в своей весовой категории, но завоевал серебряную медаль, уступив в финале олимпийскому чемпион 2020 года японцу Таканори Нагасэ.
25 апреля 2025 года на чемпионате Европы в Подгорице завоевал серебряную медаль. В финальной схватке уступил сопернику из России Тимуру Арбузову. В июне 2025 года на чемпионате мира в Будапеште в весовой категории до 81 кг завоевал серебряную медаль. В схватке за титул уступил сопернику из России Тимуру Арбузову.

## Награды
- Орден Чести (2024 год)[5]